# Fernando Sapo
Fernando Sapo (1 de març de 1970) és un cantant i lletrista nascut a Aragó, que resideix des de l'any 2002 al País Basc. Al la dècada del 1990 va formar part de la banda de hardcore punk compromès El Corazón del Sapo (1991-2000).

## Trajectòria
L'any 2001 va formar amb Joseba Ponce, amb el també exDut Galder Izagirre, i amb Mikel Kazalis, el grup de punk rock Kuraia.
El 2007 va col·laborar com a vocalista a Nostrat, disc dels catalans KOP, un treball discogràfic gravat mentre el cantant i líder del grup, JuanRa, complia condemna acusat de col·laboració amb banda armada. En aquest àlbum va aparèixer amb l'àlies de Lucifersapo.
Més endavant, va se membre de la banda basca de hardcore-punk Estricalla, juntament amb els músics Hodei (Erantzun, Humilitate), Erik (Hartzak, Odolaz Blai), Txomin (Kuma No Motor, The Marrada Idiot Engine) i Bati (Kloakao, SNFU). També va formar part al costat de Mikel Kazalis, Aitor Abio i Txarli Diaz de la banda de metal industrial Matxura.
L'any 2016 va publicar al costat del bateria de Berri Txarrak, Galder Izagirre, dos llibres de fotografies i poemes titulats Kamusada i Ordu erdia 51n. L'any 2018 va formar amb Zigor Dz Onki Xin, i va publicar el disc de música electrònica Bizi bagara Erregeen buruak zapaltzeko izango da.

## Discografia

### Amb El Corazón del Sapo
- La imaginación contra el poder (Mala Raza / Soroll, 1993)
- Que el perro no rompa las flores (Sapos Records, 1995)
- Fuego al cielo de los cuervos (Mala Raza, 1998)
- El taladro de la realidad/ O pasaclau d'a reyalidá (Sapos Records, 1999)
- La casa magnética (Sapos Records / Mala Raza, 2000)
- Bajo la playa están los adoquines (Mala Raza, 2006)

### Amb Kuraia
- Kuraia (Metak, 2001)
- Iluntasunari Escombra (Metak, 2003)
- Piztu dona piztia (Metak, 2005)

### Amb KOP
- Nostrat (Propaganda pel fet!, 2007)

### Amb Estricalla
- Gimnasia revolucionaria (Stop Control, 2009)
- Fuegos olímpicos (Stop Control, 2011)
- KKLRD (compartit amb Humilitate, Mostros i Zinc, Bonberenea Ekintzak, 2012)
- Crass punk outsiders (compartit amb The Capaces, Bi Batean, 2012)
- Triple asalto mortal (Stop Control, 2013)
- Hutsartea (Stop Control, 2015)
- Dramatik-thlon (Stop Control, 2016)

### Amb Matxura
- Matxura (Bonberenea, 2011)

### Amb Onki Xin
- Bizi bagara Erregeen buruak zapaltzeko izango da (OKX Diskak, 2018)
- After-egon (OKX Diskoak, 2019)
- Hikikomori (OKX Diskoak, 2021)[8]

### Amb Bazka
- Basoaren ilunean dantza (Stop Control / Filferro, 2022)[9]